# کاناله
کاناله (به ایتالیایی: Canale) یک کومونه در ایتالیا است که در استان کونیو واقع شده‌است. کاناله ۱۸٫۰ کیلومتر مربع مساحت و ۵٬۵۴۴ نفر جمعیت دارد و ۱۹۳ متر بالاتر از سطح دریا واقع شده‌است.